# Codrongianos
Codrongianos is een gemeente in de Italiaanse provincie Sassari (regio Sardinië) en telt 1305 inwoners (31-12-2004). De oppervlakte bedraagt 30,4 km², de bevolkingsdichtheid is 43 inwoners per km².

## Demografie
Codrongianos telt ongeveer 442 huishoudens. Het aantal inwoners daalde in de periode 1991-2001 met 0,8% volgens cijfers uit de tienjaarlijkse volkstellingen van ISTAT.
| Jaar | Inwoneraantal |
| ---- | ------------- |
| 1991 | 1291          |
| 2001 | 1281          |

## Geografie
De gemeente ligt op ongeveer 317 m boven zeeniveau.
Codrongianos grenst aan de volgende gemeenten: Cargeghe, Florinas, Osilo, Ploaghe en Siligo.

## Galerij

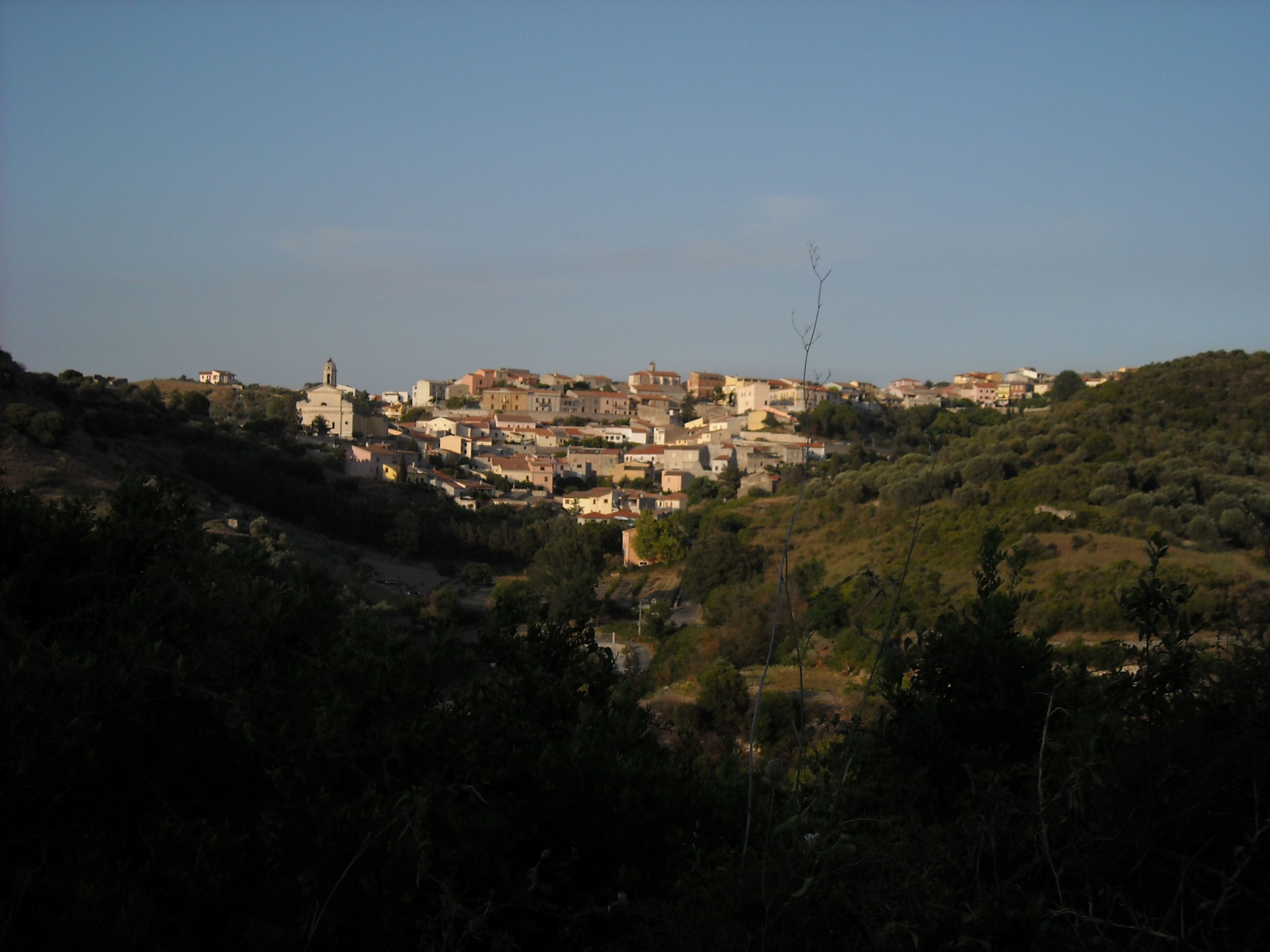
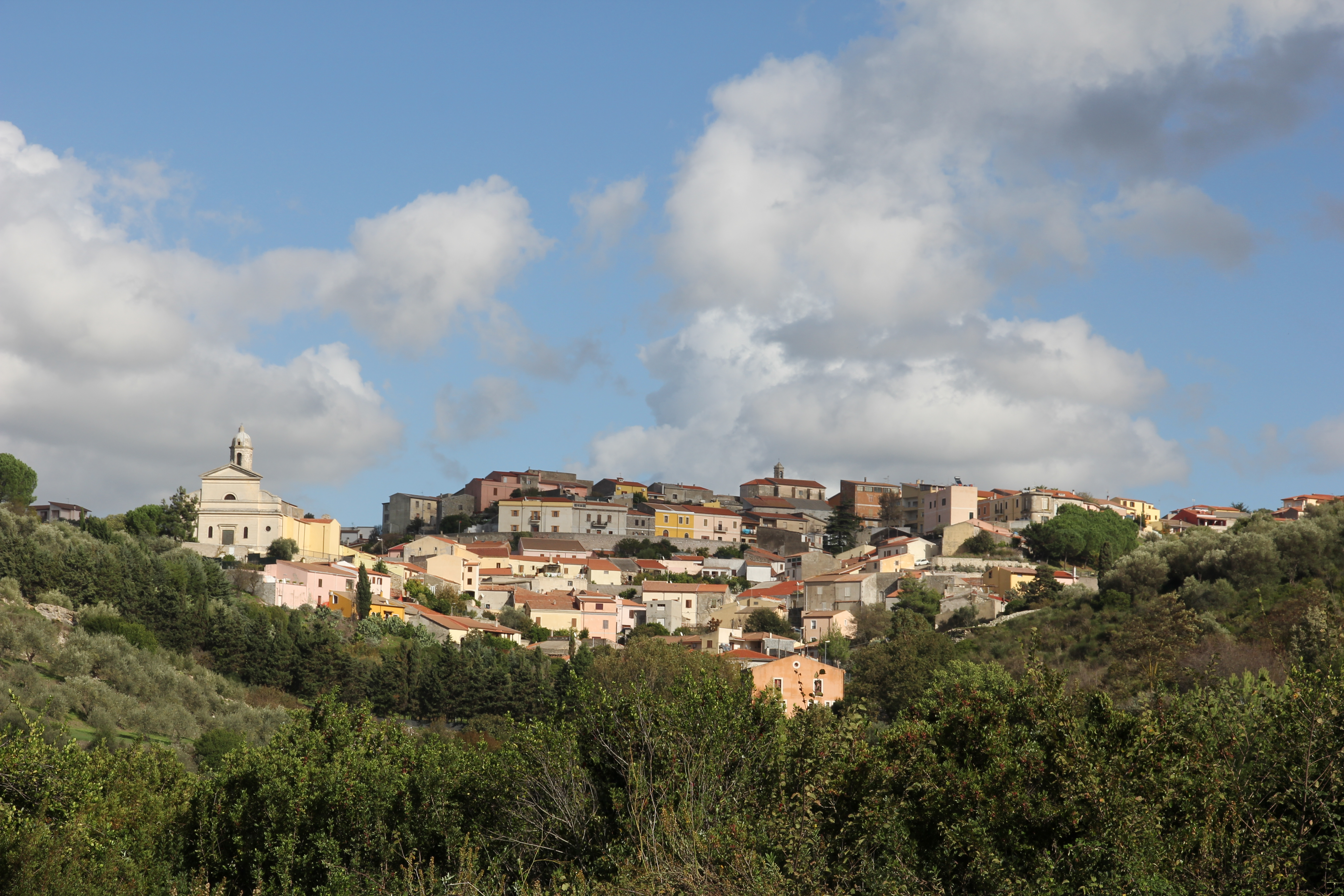
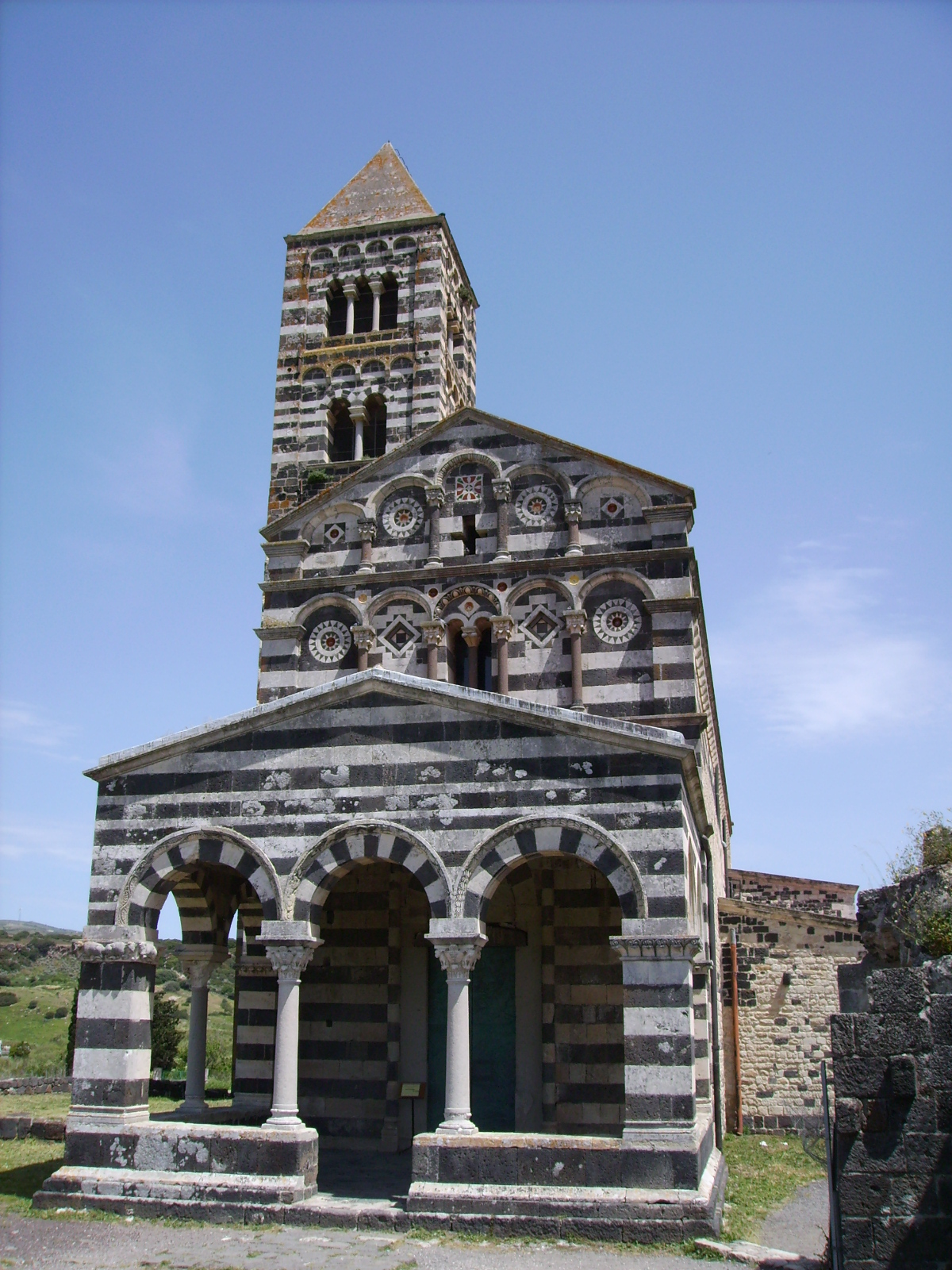
Basiliek van Saccargia
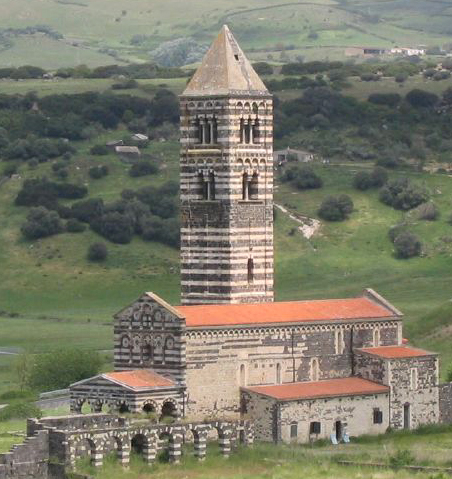